# South Island (ö i Kiribati)
South Island är en ö i Kiribati.   Den ligger i örådet Caroline och ögruppen Linjeöarna, i den västra delen av landet, 4 300 km öster om huvudstaden Tarawa. Arean är 1,3 kvadratkilometer.
Terrängen på South Island är mycket platt. Öns högsta punkt är 24 meter över havet. Den sträcker sig 1,9 kilometer i nord-sydlig riktning, och 1,4 kilometer i öst-västlig riktning.